# Seleção Uruguaia de Handebol Masculino
A Seleção Uruguaia de Handebol Masculino é a equipe que representa o Uruguai nas competições internacionais de handebol organizadas pela Confederação Sul e Centro Americana de Handebol (SCAHC), pela Federação Internacional de Handebol (IHF) e pelo Comitê Olímpico Internacional (COI), e é governada pela Federacion Uruguaya de Handball. O Uruguai participou de  10 Campeonatos Pan-Americanos de Handebol Masculino, tendo como melhor classificação o 4º lugar em  2012, 2014 e 2016, de 3 edições do Campeonato Sul e Centro-Americano de Handebol Masculino, e de uma edição do Campeonato Mundial das Nações Emergentes da IHF.

## Competições

### Campeonato Mundial de Handebol
| Ano   | Fase                 | Posição | JG | V | E | D  | GF  | GS  | DF   |
| ----- | -------------------- | ------- | -- | - | - | -- | --- | --- | ---- |
| 2021  | Rodada principal     | 24º     | 6  | 1 | 0 | 5  | 98  | 192 | -94  |
| 2023  | Disputa do 31° lugar | 32º     | 7  | 0 | 0 | 7  | 175 | 248 | -73  |
| Total | 2/32                 | -       | 13 | 1 | 0 | 12 | 273 | 440 | -167 |

### Jogos Pan-Americanos
| Ano                 | Fase                | Posição | JG | V | E | D  | GF  | GS  | DF  |
| ------------------- | ------------------- | ------- | -- | - | - | -- | --- | --- | --- |
| 1999 Winnipeg       | Disputa do 5º lugar | 6º      | 4  | 1 | 0 | 3  | 69  | 112 | -43 |
| 2007 Rio de Janeiro | Disputa do bronze   | 4º      | 5  | 2 | 0 | 3  | 115 | 134 | -19 |
| 2015 Toronto        | Disputa do bronze   | 4º      | 5  | 2 | 0 | 5  | 106 | 121 | -15 |
| 2023 Santiago       | Disputa do 5º lugar | 5º      | 5  | 3 | 0 | 2  | 134 | 152 | -18 |
| Total               | 4/10                | -       | 19 | 8 | 0 | 11 | 424 | 519 | −95 |

### Campeonato Pan-Americano
| Ano   | Fase                | Posição | JG | V  | E | D  | GF   | GS   | DF   |
| ----- | ------------------- | ------- | -- | -- | - | -- | ---- | ---- | ---- |
| 1994  | Fase única          | 7º      | 6  | 0  | 0 | 6  | 78   | 172  | −94  |
| 1998  | Fase de grupos      | 9º      | 4  | 0  | 0 | 4  | 77   | 153  | −76  |
| 2000  | Fase de grupos      | 8º      | 5  | 0  | 0 | 5  | 106  | 154  | -48  |
| 2006  | Fase de grupos      | 6º      | 5  | 1  | 0 | 4  | 131  | 139  | -8   |
| 2008  | Fase de grupos      | 6º      | 4  | 1  | 0 | 3  | 81   | 115  | -34  |
| 2010  | Fase de grupos      | 5º      | 5  | 3  | 1 | 1  | 131  | 139  | -8   |
| 2012  | Disputa do 3º lugar | 4º      | 5  | 2  | 0 | 3  | 107  | 136  | -29  |
| 2014  | Disputa do 3º lugar | 4º      | 5  | 2  | 0 | 3  | 118  | 129  | -11  |
| 2016  | Disputa do 3º lugar | 4º      | 7  | 4  | 0 | 3  | 172  | 173  | -1   |
| 2018  | Disputa do 5º lugar | 6º      | 7  | 4  | 0 | 3  | 194  | 181  | +13  |
| Total | 10/18               | -       | 53 | 17 | 1 | 35 | 1154 | 1413 | -259 |

### Campeonato Sul e Centro-Americano de Handebol Masculino
| Ano   | Fase                | Posição | JG | V | E | D | GF  | GS  | DF  |
| ----- | ------------------- | ------- | -- | - | - | - | --- | --- | --- |
| 2020  | Fase única          | 3º      | 5  | 3 | 0 | 2 | 148 | 110 | −38 |
| 2022  | Disputa do 3º lugar | 4º      | 4  | 1 | 0 | 3 | 101 | 129 | -28 |
| 2024  | Fase única          | 5º      | 5  | 1 | 0 | 4 | 113 | 151 | -38 |
| Total | 3/3                 | -       | 14 | 5 | 0 | 9 | 362 | 390 | -28 |

### Jogos Sul-Americanos
| Ano                        | Fase              | Posição | JG | V  | E | D  | GF  | GS  | DF   |
| -------------------------- | ----------------- | ------- | -- | -- | - | -- | --- | --- | ---- |
| 2002 São Bernardo do Campo | Disputa do bronze | 3º      | 5  | 2  | 0 | 3  | 91  | 124 | −33  |
| 2006 Mar del Plata         | Disputa do ouro   | 2º      | 5  | 3  | 0 | 2  | 129 | 110 | +19  |
| 2010 Medellin              | Fase única        | 4º      | 4  | 1  | 1 | 2  | 98  | 125 | −27  |
| 2014 Santiago              | Disputa do bronze | 4º      | 5  | 2  | 0 | 3  | 103 | 125 | −22  |
| 2018 Cochabamba            | Disputa do bronze | 4º      | 4  | 1  | 0 | 3  | 90  | 114 | −24  |
| 2022 Assunção              | Fase única        | 3º      | 4  | 2  | 0 | 2  | 105 | 124 | −19  |
| Total                      | 6/6               | -       | 27 | 11 | 1 | 15 | 616 | 722 | -106 |

### Campeonato Mundial das Nações Emergentes da IHF
| Ano   | Fase                | Posição | JG | V | E | D | GF  | GS  | DF  |
| ----- | ------------------- | ------- | -- | - | - | - | --- | --- | --- |
| 2015  | Disputa do 3° lugar | 4º      | 6  | 3 | 0 | 3 | 159 | 129 | +30 |
| Total | 1/5                 | -       | 6  | 3 | 0 | 3 | 159 | 129 | +30 |